# Мексиканский земляной дрозд
Мексиканский земляной дрозд (лат. Ridgwayia pinicola) — вид воробьиных птиц из семейства дроздовых (Turdidae), единственный в роде Ridgwayia. Выделяют 2 подвида.
Родовое название дано в честь орнитолога Роберта Риджуэя.

## Описание
Длина тела 21,5—24 см; вес 67—88 г. Самец коричневый с темно-коричневыми и бледно-охристыми полосами сверху и снизу до верхней части брюшка; надхвостья белые, хвост черноватый с широкими белыми кончиками; сложенное крыло со сложным рисунком из широкой охристой кожи, черно-белых полос и проблесков; брюшко белое; клюв чёрный; ноги бледно-розовые. Самка очень похожа на самца, но более светлая сверху и на грудке с более явными полосами, нижняя часть тела цвета буйволовой кожи.
Питается беспозвоночными, а также ягодами и плодами растений. В кладке 2—3 бледно-голубых яйца.

## Распространение
Обитает в Мексике на высоте от 1800 до 3500 м. Иногда залётает на территорию США. Живёт в дубово-сосновых лесах.